# Sphinx mccrearyi
Sphinx mccrearyi är en fjärilsart som beskrevs av Clark 1929. Sphinx mccrearyi ingår i släktet Sphinx och familjen svärmare. Inga underarter finns listade i Catalogue of Life.